# 카와구에사가 호수
카와구에사가 호수(Kawaguesaga Lake)는 미국 위스콘신주 오나이다군 미노퀴아 근처에 있는 호수이다. 넓이는 270헥타르이며, 깊이는 최대 13m이다. 이 호수는 토마호크 강 중간에 있다. 또한, 이 호누는 미노퀴아 호수와 이어져 있다.